# Hydraena turcica
Hydraena turcica är en skalbaggsart som beskrevs av Emile Janssens 1965. Hydraena turcica ingår i släktet Hydraena och familjen vattenbrynsbaggar. Inga underarter finns listade i Catalogue of Life.